# Bajo Cinca
Bajo Cinca (arag. Zinca Baxa, kat. Baix Cinca) – comarca w Hiszpanii, w Aragonii, w prowincji Huesca i Saragossa. Stolicą comarki jest Fraga. Comarca ma powierzchnię 1419,6 km². Mieszka w niej 24 609 obywateli.

## Gminy
- Ballobar – liczba ludności: 974
- Belver de Cinca – 1374
- Velilla de Cinca – 395
- Candasnos – 470
- Chalamera – 122
- Fraga – 14426
- Mequinenza – 2478
- Ontiñena – 597
- Osso de Cinca – 768
- Torrente de Cinca – 1337
- Zaidín – 1689